# Periodisme col·laboratiu
El periodisme col·laboratiu és una forma de periodisme realitzat per un conjunt de persones, esdevingudes en comunicadors organitzats en xarxa, per crear informació i distribuir-la entre ells i a tercers, a través de la web. S'aconsegueix d'aquesta manera construir un mitjà alternatiu d'informació.

## Concepte
Una definició de la pràctica col·laborativa és que "sempre busca produir contingut que sigui major que el que qualsevol periodista, redacció o organització individual podria produir per si mateix".
El periodisme col·laboratiu són les pràctiques desenvolupades en seccions o en la totalitat d'una notícia web, on el límit entre producció i lectura no pot ser clarament delimitat o no existeix. Pressuposa la participació pública, en totes les etapes de la producció periodística, des de l'agenda de la recerca, deixant al periodista per dur a terme referent als codis que determinen l'ètica, a la tècnica i l'estètica que han de regir l'activitat.
La web 2.0 constitueix la gran base estratègica dels projectes de periodisme col·laboratiu en qualsevol de les seves facetes, inclosa la de recerca. És una forma de mostrar com la web a la qual estaven habituats els usuaris es transforma punt en les seves interfícies com en la visualització dels seus continguts el que, al mateix temps, ocasiona un profund canvi en l'experiència de les dites usuàries i en els seus procediments d'interactuació.
En un entorn d'aquest gènere, sorgeix el del periodisme de recerca col·laboratiu, entès com el procés de cooperació que s'estableix entre diferents organitzacions dedicades a la generació de continguts informatius de recerca, l'objectiu estratègic de la qual és superar les actuals manques detectades en els mitjans de comunicació en àmbits com el financer, el de la qualitat de continguts o el de la recuperació de la credibilitat social, entre d'altres.

## Context
El començament de la segona dècada del segle XXI marca un punt d'inflexió que suposa una transformació al món de la informació. L'avanç tecnològic impulsa, dins de l'àmbit de la comunicació social, una transició des de la comunicació vertical (un a molts), cap a l'horitzontalització (un a un). Aquesta transició es caracteritza pels següents esdeveniments:
- L'arribada d'una nova generació de consumidors de continguts periodístics el patró dels quals d'aprenentatge és marcadament audiovisual i multimèdia.
- L'aparició de la web 2.0 que mostra l'escenari col·laboratiu on l'usuari aconsegueix socialitzar-se, comunicar, gestionar les seves relacions i aconseguir una elevada connectivitat inaugurant un espai inèdit de socialització virtual amb un gran impacte sobre la transmissió de valors, actituds i comportaments personals i socials.
- L'estabilització del pes específic de les noves tecnologies de la informació i les comunicacions (NTIC) en els processos de producció, emmagatzematge i distribució de tota classe de continguts.
- A conseqüència dels tres esdeveniments anteriors apareix una competència puntual al poder de l'empresa mediàtica tradicional.(L'empresa mediàtica empra a comunicadors professionals en el marc d'una dependència laboral que limita, directament o indirectament, la seva llibertat d'expressió).

El gran canvi prové de la capacitat que se'ls dona per a la creació i producció d'informació i missatges. A la web 2.0 la societat civil ja no només s'encarrega de rebre o buscar, sinó també a produir i difondre informació.
El periodisme col·laboratiu pot arribar a ser una comunicació més veraç, i no més «creïble» que és el que s'atribueixen els mitjans on la subjectivitat depenent dels comunicadors, creen realitats relatives per a benefici dels interessos dels propietaris dels mitjans.

## Característiques
El periodisme col·laboratiu està caracteritzat per:
- Afavorir la possibilitat de donar i rebre aportacions de la xarxa de comunicadors que col·laboren entre si.
- Executar una activitat de comunicació col·laborativa horitzontal, que implica la inexistència d'una jerarquia mediàtica.
- Possibilitar la creació d'un mitjà de comunicació independent del poder mediàtic empresarial, ampliant -sense un altre límit que l'ètica- la llibertat d'informar.
- Estimular el creixement d'un grup de comunicadors, gràcies a la sinergia del treball horitzontal en xarxa.
- Permetre fer un treball amb una quantitat il·limitada de fonts constituint una xarxa física, que pot treballar simultàniament.
- L'agenda temàtica ha de tenir temes d'interès quotidià, en el sentit de generar una font reticular que tingui a veure amb el polític, el públic i la construcció d'hegemonia.

No deu confondre's el periodisme col·laboratiu amb el periodisme ciutadà. El periodisme ciutadà s'entén com un periodisme de conversa, on el públic presa les regnes de la informació; sap més de notícies, dades i informacions que els mateixos periodistes. Les persones es converteixen en fonts informatives o cercadors d'informacions, en altres fonts per compartir-les amb els altres, com per exemple: emetent tuits fent denúncies. 

## Tipus
- Temporal i per separat: “Projectes únics, en els quals els socis creen contingut per separat i ho comparteixen. Un benefici d'aquest tipus de col·laboració és que, en associar-se amb mitjans més grans, els mitjans o col·laboradors més petits obté una visibilitat molt major de la qual tindrien d'una altra manera”.
- Temporal i co-creatiu: “Projectes únics en els quals els mitjans associats treballen junts per crear continguts. Exemple, Animal Polític”.
- Temporal i integrada: “Projectes únics en els quals els mitjans associats comparteixen continguts, dades, recursos, en l'àmbit organitzatiu. Exemple, The Panama Papers”.
- Contínua i per separat: "Col·laboracions contínues i obertes en les quals els socis creen contingut per separat i ho comparteixen. Exemple, Teixint Xarxes”.
- Contínua i co-creativa: "Col·laboracions contínues i obertes en les quals els socis treballen junts per crear continguts. Exemple, Matar a Mèxic: Impunitat Garantida".
- Contínua i integrada: “Col·laboracions contínues i obertes, en les quals els socis comparteixen continguts, dades i recursos en l'àmbit organitzatiu. El model no és comú encara, però ho veiem com una forma innovadora d'abordar els desafiaments dels mitjans locals”.[6]

## Portals
Alguns exemples de llocs web que s'usen per a la pràctica del periodisme col·laboratiu són:
- Wikinews: És una plataforma col·laborativa de contingut lliure, on els articles que s'escriuen van dirigits a una audiència global. El punt de vista de la política d'aquest lloc web és neutral, assegurant que totes les informacions que es pugin, siguin el més just possible. Si alguna vegada ha contribuït a Wikipedia, la interfície de Wikinews li resulta familiar, ja que funciona de la mateixa manera.
- Digital Journal: És un lloc de notícies socials format per periodistes professionals, periodistes ciutadans, escriptors... Va començar com un portal de notícies de tecnologia i finalment els escriptors van començar a contribuir aportant notícies de tot el món a canvi de diners.
- Newsvine: És un reflex instantani del món el qual s'està parlant en un moment donat. És un lloc web col·laboratiu de notícies. Extreu contingut d'usuaris, així com contingut de mitjans convencionals com The Associated Press. Els usuaris poden escriure articles, enllaços a contingut extern i discutir notícies enviades per periodistes professionals i ciutadans.
- Demotix: És la llar de notícies globals on es promou la llibertat d'expressió i es canvia l'agenda de notícies. Amb seu el Londres, és una cadena de notícies oberta dirigida a qualsevol persona, des de periodistes professionals independents fins a pirates aficionats. Pot carregar text, imatges i vídeos, i el contingut es comparteix amb més de 200 organitzacions de mitjans de tot el món.[7]